# Payathonzu
Ne doit pas être confondu avec Payathonzu (ville).
Le Payathonzu (birman ဘုရား၃စု; littéralement "groupe de trois Bouddhas") est un temple bouddhiste situé à Minnanthu, au Sud-Est de Bagan, au Myanmar. Il est constitué de trois temples reliés par deux étroits passages. L'intérieur de deux d'entre eux est orné de fresques d'inspiration mahayaniste et tantrique.
Peut-être construit vers 1200, le Payathonzu est resté inachevé : un des temples n'est pas peint et les stucs extérieurs, aujourd'hui absents, n'ont peut-être jamais existé. À une date récente ont été ajoutés au sommet des sikharas (tour-sanctuaires) trois stûpas de couleur claire.